# Euryblema andreae
Euryblema andreae är en orkidéart som först beskrevs av Pedro Ortiz Valdivieso, och fick sitt nu gällande namn av Robert Louis Dressler. Euryblema andreae ingår i släktet Euryblema och familjen orkidéer.
Artens utbredningsområde är Colombia. Inga underarter finns listade i Catalogue of Life.